# Vlag van Santa Cruz (Argentinië)

Vlag van Santa Cruz

De vlag van Santa Cruz toont een in zee staande rots voor een opkomende zon. De vlag is in gebruik sinds 12 oktober 2000.
Het ontwerp van de vlag is de winnende inzending van een ontwerpwedstrijd waaraan 149 deelnemers meededen. De zon verwijst naar de zon op de vlag van Argentinië en symboliseert zo de status van Santa Cruz als Argentijnse provincie. De zee, met golven, verwijst naar de Atlantische Oceaan, die ten westen van Santa Cruz ligt. De berg is de Cerro Chaltén (ook Cerro Fitzroy genoemd); rechtsboven de berg staat klein het sterrenbeeld Zuiderkruis afgebeeld (een symbool van het zuidelijk halfrond).